# Куперсхільдський сирний слалом

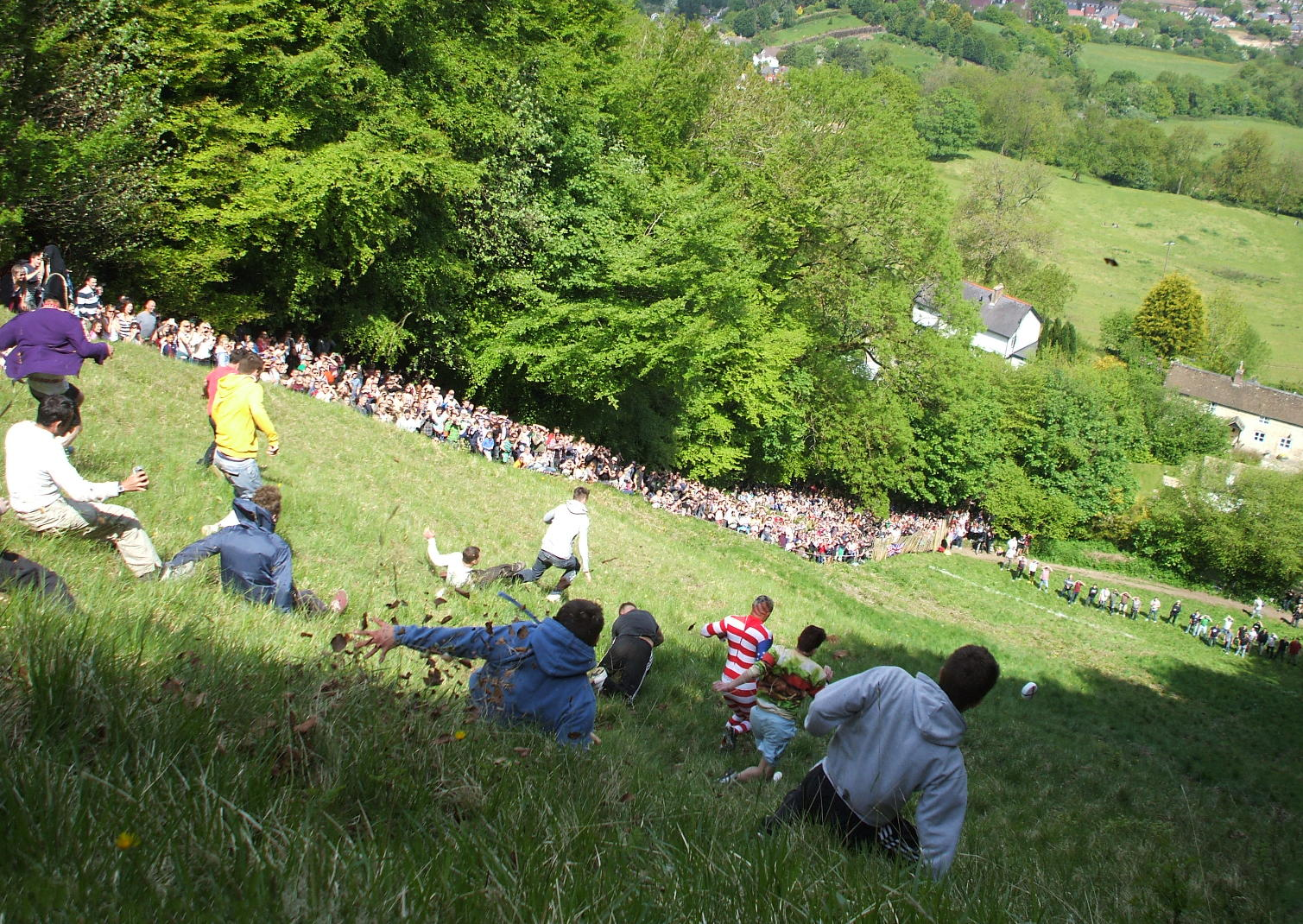
Змагання 27-того травня 2013.

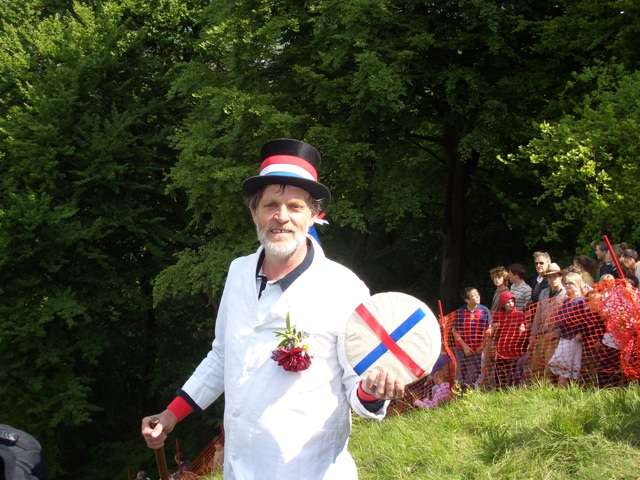
MC тримає сир.

Куперсхільдський Сирний Слалом (англ. Cooper’s Hill Cheese-Rolling and Wake) — це щорічний захід, що проводиться в останній понеділок травня о 12:00 в рамках свята Весни на пагорбі Купера, поблизу Глостера в Котсволді, Англія. Подія бере свою назву від пагорба Купера, на якій відбувається.
Сирна погоня є традиційною для людей, які живуть в місцевому селі Брокворс, але тепер там беруть участь люди з усього світу. Походження фестивалю достеменно невідоме, точно можна сказати лише, що традиція його проведення існує не менше двохсот років.

## Травмування
Перегони дуже часто пов'язані з ризиком для здоров'я — у попередні роки бігуни отримували серйозні пошкодження спини, шиї, голови; ламали ноги, руки, ребра. Бувало й таке, що через падіння учасників травмувалися і глядачі. Тому останнім часом, зважаючи на травмонебезпечність перегонів, беруть сир не більше 5 кг, в той час як раніше сир важив до 18 кг. Окрім цього останніми роками поліція періодично намагається їх заборонити:
- у 2010 конкурс скасували. Проте його фанати зігнорували заборону й таки провели сирні перегони.
- У 2011 році змагання намагалися перенести з крутого пагорба Купера в безпечніше місце, але зрештою все одно скасували.

## Правила
Учасники змагання вилазять на вершину пагорба і чекають сигналу. Потім по схилу пускають котитися вниз головку сиру Дабл Глостер, за якою кидаються в погоню всі учасники. Біля підніжжя пагорба в день обов’язково чергують кілька карет швидкої допомоги та бригада рятувальників. Той, хто перший перетнув фінішну лінію і схопив сир, отримує його як приз.
Дістатися до місця події найзручніше, доїхавши на поїзді з Лондона до Челтенема або Страуда, а звідти декілька миль автобусом до Котсуолдса.